# کونیهیرو ایواساکی
کونیهیرو ایواساکی (انگلیسی: Kunihiro Iwasaki؛ زادهٔ ۵ اکتبر ۱۹۴۴) شناگر اهل ژاپن بود.
وی در مسابقات کشوری و بین‌المللی در مجموع برندهٔ ۷ مدال طلا، ۱ مدال نقره، ۱ مدال برنز شده‌است.